# A Note of Triumph: The Golden Age of Norman Corwin

A Note of Triumph: The Golden Age of Norman Corwin est un film documentaire américain réalisé par Eric Simonson (en) et sorti en 2005.
Il a remporté l'Oscar du meilleur court métrage documentaire lors de la 78e cérémonie des Oscars.

## Synopsis
Le film est consacré à l'écrivain Norman Corwin (1910-2011).

## Fiche technique
- Réalisation : Eric Simonson
- Musique : Lindsay Jones
- Distribution : Apollo Cinema
- Date de sortie : 19 août 2005
- Durée : 39 minutes

## Distinctions
- 2006 : Oscar du meilleur court métrage documentaire[1].